# PhilPapers
PhilPapers — международная интерактивная академическая база данных журнальных статей по философии. Работа базы обеспечивается Центром цифровой философии Университета Западного Онтарио.

## История
PhilPapers создана в 2006–2009 годах Дэвидом Бурже (англ. David Bourget) из Лондонского университета и Дэвидом Чалмерсом (англ. David Chalmers), профессором Австралийского национального университета (англ. ANU).
В 2009 году Чалмерс и Бурже запустили на PhilPapers опрос профессоров философии, ставший широко известным под названием PhilPapers Survey. По результатам опроса они опубликовали в 2013 году большое социологическое исследование «Во что верят философы?», в котором попытались показать, каких взглядов придерживаются философы в высших учебных заведениях.

## Общее описание
На 2021 год главными редакторами PhilPapers являются его основатели Дэвид Бурже и Дэвид Чалмерс.
PhilPapers получает финансовую поддержку от других организаций. В частности, в начале 2009 года они получили грант от Объединённого комитета по информационным системам Соединенного Королевства.
Архив отличается полнотой и качеством организации работы а также регулярными обновлениями. Помимо архивирования статей, на сайте проводятся опросы ученых-философов.